# Adolf Prokop
Adolf Prokop (Alemania del Este, 2 de febrero de 1939) es un árbitro de fútbol retirado nacido en Alemania. 

## Trayectoria
Es conocido por haber dirigido dos partidos en dos Copas del Mundo en 1978 y 1982. También dirigió en la Eurocopa 1984. Se desempeñó también como espía de la Stasi.